# Perabeua
Perabeua - opuszczona miejscowość w Hiszpanii, w Katalonii, w prowincji Girona, w comarce Alt Empordà, w gminie El Port de la Selva.
Według danych INE z 2005 roku miejscowości nie zamieszkiwała żadna osoba. Liczba ludności wskazała więc 0.